# Stupne (potok)
Stupne (Słupne) – potok, lewy dopływ Muszynki o długości 3,6 km i powierzchni zlewni 3,98 km².

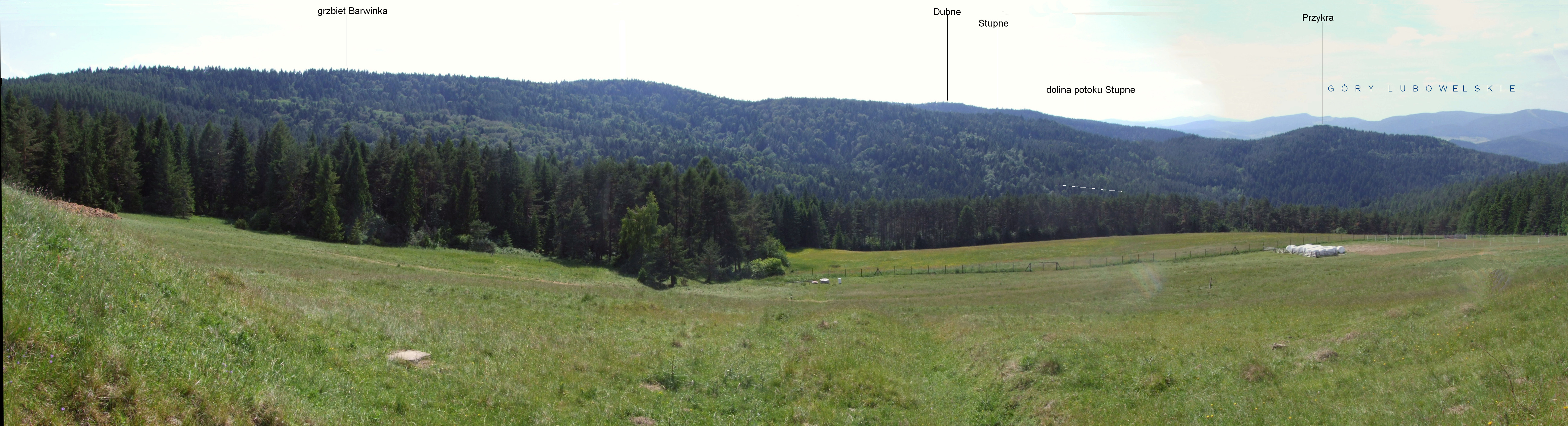
Widok z Roztoki nad Wojkową na dolinę potoku Stupne

Potok płynie w Paśmie Leluchowskim, które w polskiej regionalizacji fizycznogeograficznej według Jerzego Kondrackiego zaliczone zostały do Beskidu Sądeckiego, w nowszej regionalizacji z 2018 r. wraz z Górami Lubowelskimi do Pogórza Popradzkiego. Ma źródła na wysokości około 790 m, na północnych stokach grzbietu Barwinka. Spływa w północno-zachodnim, a potem północnym kierunku zalesionym na całej swojej długości dnem dolin. Uchodzi do Muszynki w miejscowości Powroźnik, na wysokości ok. 510 m. Orograficznie lewe zbocza doliny Stupnego tworzy grzbiet ciągnący się od Barwinka (863 m) przez Stupne (817 m) i Przykre (768 m), prawe – krótszy grzbiet opadający od Barwinka poprzez bezleśne wzgórze Roztoka (795 m) wprost na północ.
Korytem potoku Stupne biegnie granica między wsiami Powroźnik i Wojkowa w województwie małopolskim, w powiecie nowosądeckim, w gminie Muszyna.